# 反ソビエト

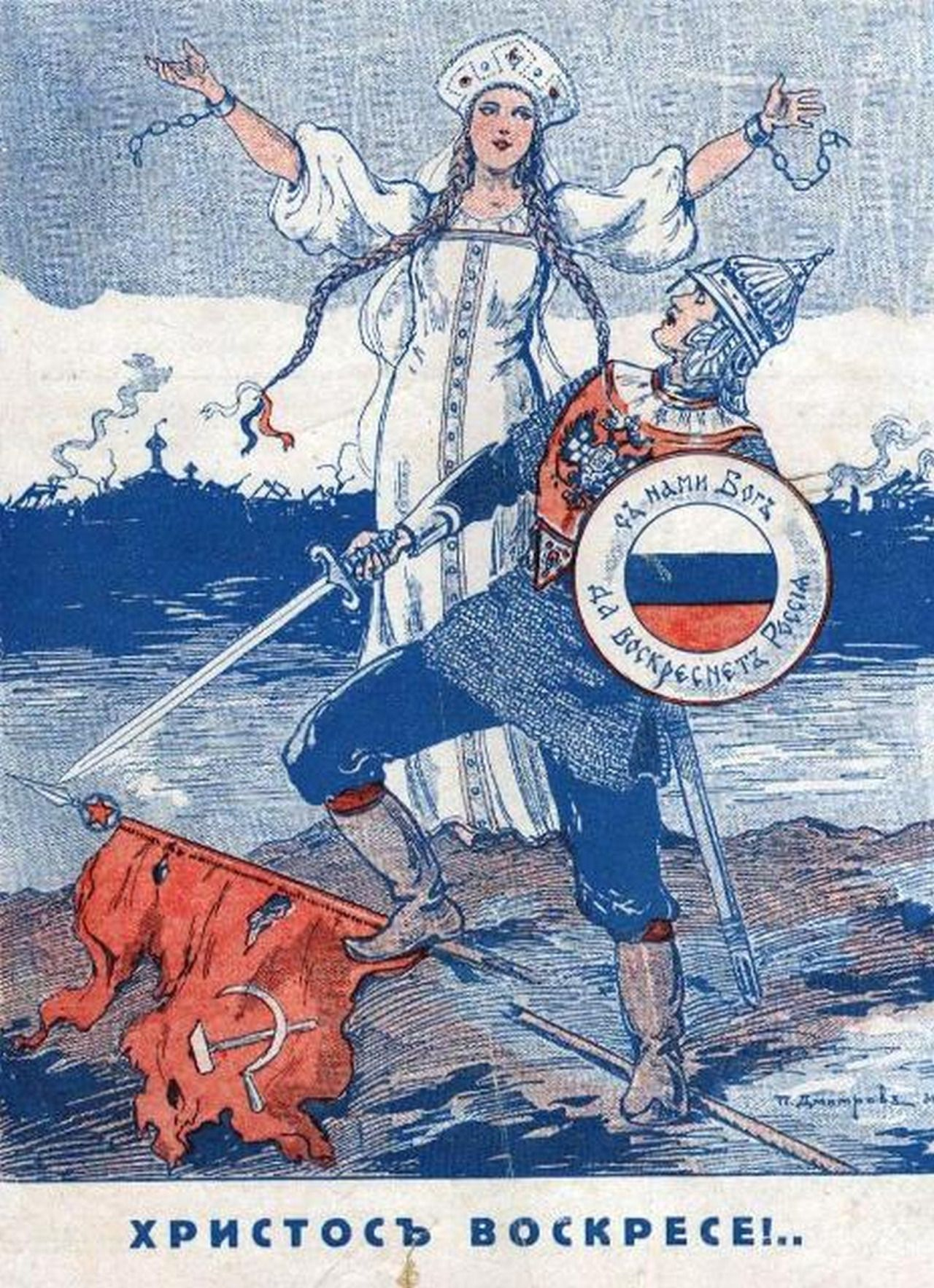
亡命ロシア人による反ボルシェヴィキポスター。1932年

反ソビエト主義（はんソビエトしゅぎ、英: Anti-Sovietism）とは、ソビエト連邦またはソ連の政府権力に対して反発する思想・運動を指す。なお「ソビエト」（ロシア語: Совет）とは本来「評議会」を意味するロシア語の名詞であるが、この項目では国家としてのソビエト連邦を略するものとして用いる。
反ソビエト主義には、以下の3つの異なる種類がある。
- 冷戦中に西側諸国の反共主義政策の一環として用いられた、国際政治上の反ソビエト運動。
- ロシア十月革命とそれに続くロシア内戦中にメンシェヴィキなどの反ボルシェヴィキ派が掲げた主張。
- 反政府活動に関与している（とされる）ソビエト市民に対するレッテルとして使われたもの。

なお、反露主義の一環として反ソビエトを主張する例もあるが、ロシア人の中にも白系ロシア人のように反共・反ソ主義を訴える者も多いため、両者は必ずしもに一致する思想ではない。

## ソビエトとロシア

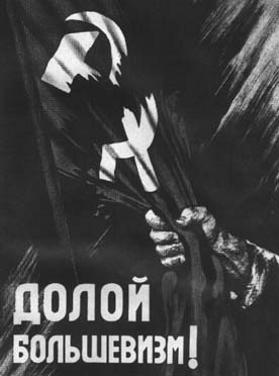
「ボルシェヴィズムを倒せ！」 、ナチス占領下のソ連領土に掲示されたロシア語のナチスのプロパガンダポスター。

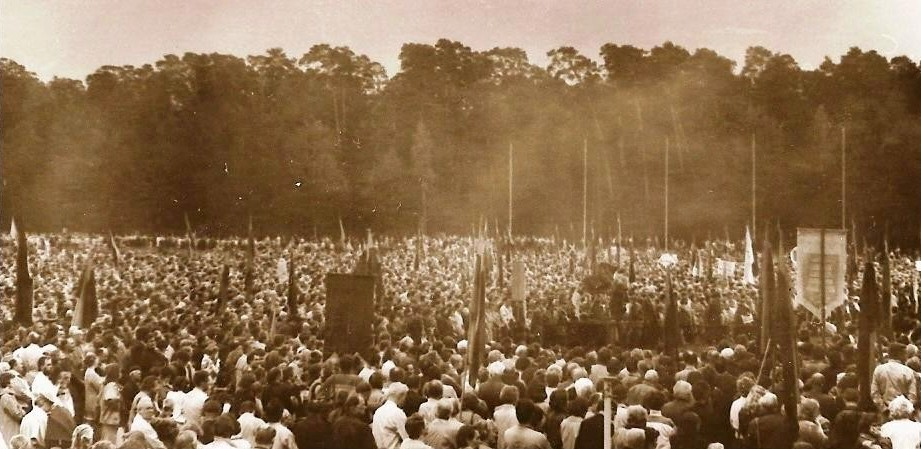
1988年にリトアニアで開催された約30万人の反ソビエト集会。

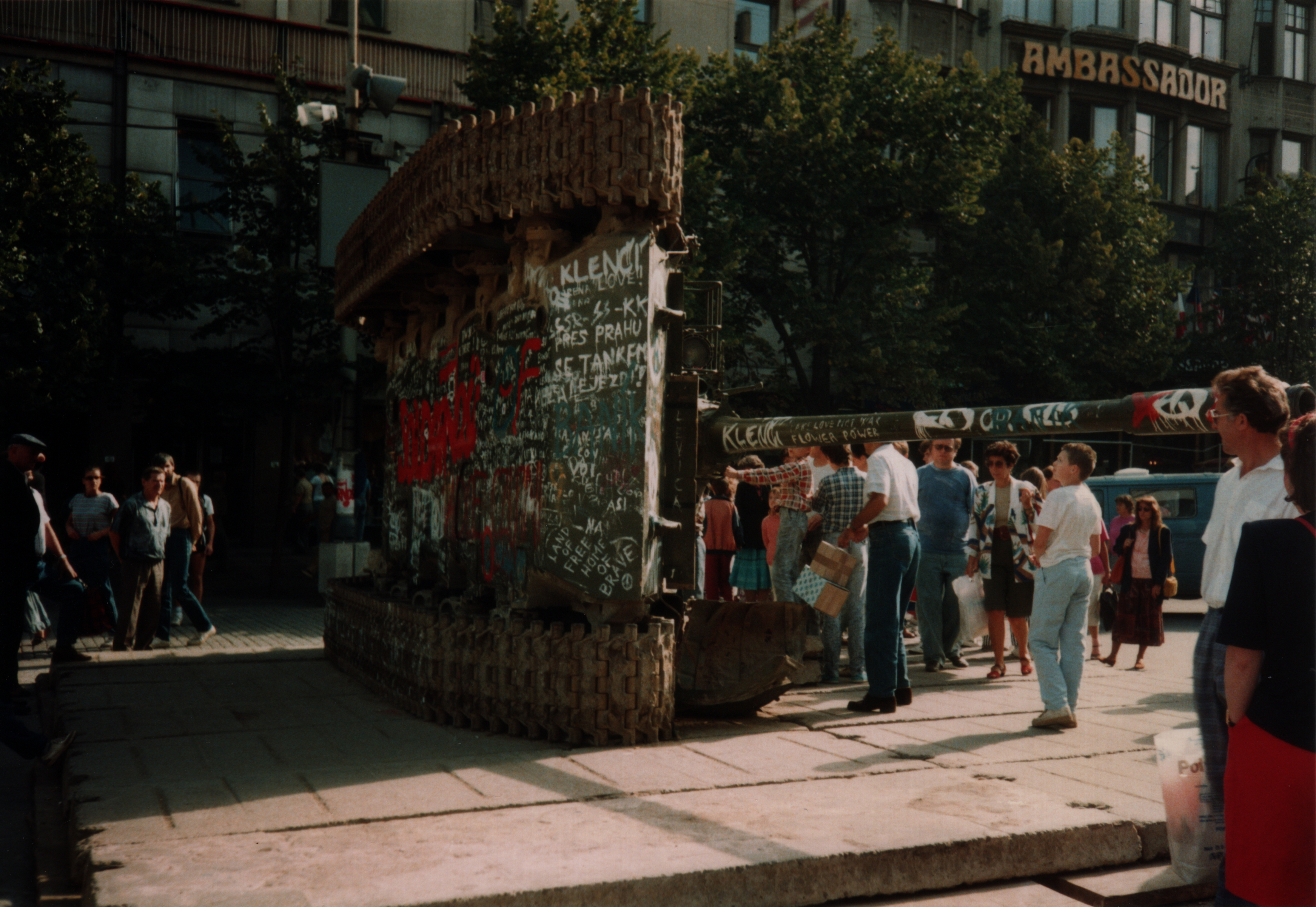
ビロード革命後のプラハ市

1917年の十月革命に続くロシア内戦の間、反ソビエト運動は主に白軍によって行われていた。その後、戦間期の1920年代にポーランドの諜報機関によって、いくつかのレジスタンス運動が組織された。1941年の独ソ戦勃発後には、ロシア解放軍などのナチス・ドイツ主導の反ソビエト組織が結成された。
ロシア内戦中は、聖職者、貴族、クラーク、元ロシア帝国の警察などのあらゆる人々が自動的に反ソビエトと見なされ、「人民の敵」として処刑された。その後のソビエト連邦では反ソ感情を持つこと自体が犯罪とみなされ、「反ソビエト主義者」は「反革命分子」と同義のレッテル又は蔑称として用いられた。
冷戦の最中でも、東欧諸国を中心にソビエト連邦の支配に対する反乱が各地で発生した。